# شاي فيسي
شاي فيسي (بالإنجليزية: Shay Facey)‏ هو لاعب كرة قدم إنجليزي في مركز الدفاع ولد في يوم 7 يناير 1995 في مانشستر في إنجلترا، يلعب حالياً مع نادي هيرنفين معار من مانشستر سيتي، سبق للاعب اللعب مع نادي روثرهام يونايتد ونادي نيويورك سيتي، كما لعب مع منتخب إنجلترا تحت 20 سنة، يبلغ طول اللاعب 175 سم.

## روابط خارجية
- شاي فيسي على موقع الدوري الأمريكي (الإنجليزية)
- شاي فيسي على موقع قاعدة بيانات كرة القدم.إي يو (الإنجليزية)
- شاي فيسي على موقع Soccerbase.com (لاعب) (الإنجليزية)
- شاي فيسي على موقع Soccerway.com (الإنجليزية)
- شاي فيسي على موقع AS.com (الإسبانية)